# يوميكو سوزوكي
يوميكو سوزوكي (باليابانية: 鈴木裕美子؛ بالكانا: すずき ゆみこ) هي متزحلقة يابانية، ولدت في 6 أغسطس 1960 في أكيتا في اليابان.

## وصلات خارجية
- يوميكو سوزوكي على موقع أوليمبيديا (الإنجليزية)